# Cuauhtémoc Blanco
Cuauhtémoc Blanco Bravo, mehiški nogometaš, * 17. januar 1973, Ciudad de México, Mehika.
Blanco je upokojen nogometni igralec, ki je igral na poziciji napadalca ali vezista. 
Za mehiško nogometno reprezentanco je nastopil na Svetovnem prvenstvu v nogometu 1998, 2002 in 2010.